# Подзамче (Куявсько-Поморське воєводство)
Подзамче (пол. Podzamcze) — село в Польщі, у гміні Рацьонжек Александровського повіту Куявсько-Поморського воєводства.
Населення — 112 осіб (2011).
У 1975-1998 роках село належало до Влоцлавського воєводства.

## Демографія
Демографічна структура станом на 31 березня 2011 року:
|          | Загалом | Допрацездатний вік | Працездатний вік | Постпрацездатний вік |
| -------- | ------- | ------------------ | ---------------- | -------------------- |
| Чоловіки | 56      | 15                 | 35               | 6                    |
| Жінки    | 56      | 5                  | 36               | 15                   |
| Разом    | 112     | 20                 | 71               | 21                   |